# Jászszentlászló
Jászszentlászló è un comune dell'Ungheria di 2 632 abitanti (dati 2005). È situato nella contea di Bács-Kiskun.

## Economia
Il comune è prevalentemente agricolo, presenti anche pompe per l'estrazione di petrolio